# A Zalaegerszegi TE FC 2004–2005-ös szezonja
A Zalaegerszegi TE FC 2004–2005-ös szezonja szócikk a Zalaegerszegi TE FC első számú férfi labdarúgócsapatának egy szezonjáról szól.

## Mérkőzések
| Színmagyarázat | Színmagyarázat |
| -------------- | -------------- |
|                | Győzelem.      |
|                | Döntetlen.     |
|                | Vereség.       |

### Arany Ászok Liga 2004–05

#### Őszi fordulók
| 1. forduló 2004. augusztus 7. 20:00 |

| Zalaegerszegi TE        | 1 – 0   | Pécsi MFC                                          |
| ----------------------- | ------- | -------------------------------------------------- |
| Waltner 74' 41' Kaj 21' | (0 – 0) | Szekeres 29' Pavičević 53' Montvai 55' Károlyi 76' |

| ZTE Aréna, Zalaegerszeg Nézőszám: 5 000 Játékvezető: Szabó Zsolt (magyar) |

| 2. forduló 2004. augusztus 14. 20:00 |

| Előre FC Békéscsaba                        | 1 – 3   | Zalaegerszegi TE                                         |
| ------------------------------------------ | ------- | -------------------------------------------------------- |
| Potemkin 77' Balog 14' Grujić 38′ Funk 55' | (0 – 1) | Koplárovics 19' Waltner 84' Balog 88' Józsi 44' Nagy 72' |

| Kórház utcai stadion, Békéscsaba Nézőszám: 2 500 Játékvezető: Világi Balázs (magyar) |

| 3. forduló 2004. augusztus 21. 20:00 |

| Budapest Honvéd                                      | 3 – 3   | Zalaegerszegi TE                                 |
| ---------------------------------------------------- | ------- | ------------------------------------------------ |
| Herczeg 28' Vén 29' Vadócz 59' Takács 62' Vámosi 75' | (2 – 2) | Koplárovics 6' Waltner 38' Nagy 73' Sebők V. 83' |

| Bozsik József Stadion, Budapest Nézőszám: 2 000 Játékvezető: Hanacsek Attila (magyar) |

| 4. forduló 2004. augusztus 28. 20:00 |

| Zalaegerszegi TE                | 2 – 0   | Győri ETO               |
| ------------------------------- | ------- | ----------------------- |
| Sebők V. 7' Waltner 46' Kaj 82' | (1 – 0) | Vincze G. 70' Stark 80' |

| ZTE Aréna, Zalaegerszeg Nézőszám: 7 500 Játékvezető: Juhos Attila (magyar) |

| 5. forduló 2004. szeptember 19. 17:00 |

| Diósgyőr                                            | 2 – 1   | Zalaegerszegi TE                              |
| --------------------------------------------------- | ------- | --------------------------------------------- |
| Tisza 15' 72' (11-esből) 52' Polyák 48' Horváth 83' | (1 – 0) | Waltner 69' Janjić 16' Csóka 80' Sebők V. 88' |

| DVTK-stadion, Miskolc Nézőszám: 3 000 Játékvezető: Saskőy Szabolcs (magyar) |

| 6. forduló 2004. szeptember 18. 18:00 |

| Zalaegerszegi TE                       | 0 – 0   | Videoton                     |
| -------------------------------------- | ------- | ---------------------------- |
| Sebők V. 48' Janjić 59' Ljubojević 64′ | (0 – 0) | Lattenstein 59' Schwarcz 64′ |

| ZTE Aréna, Zalaegerszeg Nézőszám: 5 000 Játékvezető: Solymosi Péter (magyar) |

| 7. forduló 2004. szeptember 26. 18:00 |

| MTK Budapest      | 2 – 0   | Zalaegerszegi TE |
| ----------------- | ------- | ---------------- |
| Bori 5' Kanta 34' | (2 – 0) | Szamosi 56'      |

| Hidegkuti Nándor Stadion, Budapest Nézőszám: 1 000 Játékvezető: Arany Tamás (magyar) |

| 8. forduló 2004. október 2. 18:00 |

| Zalaegerszegi TE                                                   | 5 – 0   | Kaposvári Rákóczi |
| ------------------------------------------------------------------ | ------- | ----------------- |
| Ljubojević 10' 28' Józsi 20' Sebők J. 51' 17' Gyánó 87' Janjić 52' | (3 – 0) | Jovánczai 69'     |

| ZTE Aréna, Zalaegerszeg Nézőszám: 5 000 Játékvezető: Világi Balázs (magyar) |

| 9. forduló 2004. október 16. 14:30 |

| Nyíregyháza Spartacus                            | 3 – 3   | Zalaegerszegi TE                             |
| ------------------------------------------------ | ------- | -------------------------------------------- |
| Laskai 42' Szatke 56' Nikolić 84' 59' Faragó 30' | (1 – 0) | Józsi 50' 51' Szatke 65' (öngól) Szamosi 63' |

| Nyíregyháza Városi Stadion, Nyíregyháza Nézőszám: 2 500 Játékvezető: Erdős József (magyar) |

| 10. forduló 2004. október 23. 18:00 |

| Zalaegerszegi TE               | 2 – 0   | Vasas                                                |
| ------------------------------ | ------- | ---------------------------------------------------- |
| Sebők J. 30' Gyánó 90' Kaj 48' | (1 – 0) | Molnár 26' Gaál 32' Rósa 42' Schultz 44' Horváth 75' |

| ZTE Aréna, Zalaegerszeg Nézőszám: 3 500 Játékvezető: Szarka Zoltán (magyar) |

| 11. forduló 2004. október 30. 17:00 |

| FC Sopron          | 1 – 2   | Zalaegerszegi TE                                   |
| ------------------ | ------- | -------------------------------------------------- |
| Bárányos 22' 90+1' | (1 – 1) | Koplárovics 34' Józsi 62' Ljubojević 20' Csóka 84' |

| Káposztás utcai Stadion, Sopron Nézőszám: 3 600 Játékvezető: Vad II. István (magyar) |

| 12. forduló 2004. november 6. 18:00 |

| Zalaegerszegi TE                   | 1 – 0   | Újpest                         |
| ---------------------------------- | ------- | ------------------------------ |
| Sebők J. 4' Csóka 31' Kocsárdi 75' | (1 – 0) | Grósz 59′ Vanczák 75' Tóth 88' |

| ZTE Aréna, Zalaegerszeg Nézőszám: 7 500 Játékvezető: Dubraviczky Attila (magyar) |

| 13. forduló 2004. november 10. 13:30 |

| Lombard Pápa         | 1 – 2   | Zalaegerszegi TE                                                   |
| -------------------- | ------- | ------------------------------------------------------------------ |
| Tüske 88' Szekér 19' | (0 – 1) | Waltner 10' 56' Németh 47' Szamosi 51' Kocsárdi 55' Ljubojević 61' |

| Perutz Stadion, Pápa Nézőszám: 1 500 Játékvezető: Sóthy András (magyar) |

| 14. forduló 2004. november 20. 18:00 |

| Zalaegerszegi TE                       | 1 – 5   | Ferencváros                                                                             |
| -------------------------------------- | ------- | --------------------------------------------------------------------------------------- |
| Csóka 77' Kocsárdi 71' Koplárovics 78' | (0 – 1) | Rósa 9' Bajevszki 58' Lipcsei 71' Szűcs 75' (11-esből) Penksa 82' Vukmir 70' Zováth 85' |

| ZTE Aréna, Zalaegerszeg Nézőszám: 12 000 Játékvezető: Kassai Viktor (magyar) |

| 15. forduló 2004. november 28. 11:30 |

| Debreceni VSC                                 | 2 – 0   | Zalaegerszegi TE                             |
| --------------------------------------------- | ------- | -------------------------------------------- |
| Bogdanović 11' Halmosi 83' Dombi 81' Habi 83' | (2 – 0) | Szamosi 22' Csóka 32' Balog 44' Sebők V. 85' |

| Oláh Gábor utcai stadion, Debrecen Nézőszám: 4 000 Játékvezető: Megyebíró János (magyar) |

#### Tavaszi fordulók
| 16. forduló 2005. március 12. 18:00 |

| Pécsi MFC       | 1 – 0   | Zalaegerszegi TE |
| --------------- | ------- | ---------------- |
| Montvai 63' 64' | (0 – 0) | Kocsárdi 80'     |

| PMFC Stadion, Pécs Nézőszám: 1 500 Játékvezető: Arany Tamás (magyar) |

| 17. forduló 2005. március 16. 18:00 |

| Zalaegerszegi TE                  | 1 – 1   | Előre FC Békéscsaba   |
| --------------------------------- | ------- | --------------------- |
| Sebők J. 82' Sebők V. 39' Kaj 32' | (0 – 0) | Udvari 87' Brlázs 33' |

| ZTE Aréna, Zalaegerszeg Nézőszám: 3 000 Játékvezető: Bede Ferenc (magyar) |

| 18. forduló 2005. március 19. 18:00 |

| Zalaegerszegi TE                     | 1 – 3   | Budapest Honvéd                                |
| ------------------------------------ | ------- | ---------------------------------------------- |
| Andorka 54' 9' Sebők J. 34' Gaál 80' | (0 – 1) | Szili 29' Dobos 61' 81' Kozarek 85' Takács 28' |

| ZTE Aréna, Zalaegerszeg Nézőszám: 3 500 Játékvezető: Dubraviczky Attila (magyar) |

| 19. forduló 2005. április 2. 18:00 |

| Győri ETO                                                           | 4 – 1   | Zalaegerszegi TE                                    |
| ------------------------------------------------------------------- | ------- | --------------------------------------------------- |
| Kozmer 11' (öngól) Priskin 13' 22' Vincze O. 44' Stark 40' Zsók 55' | (4 – 1) | Józsi 37' Balog 21' Andorka 47' Gaál 51' Kozmer 68' |

| ETO Park, Győr Nézőszám: 2 500 Játékvezető: Szabó Zsolt (magyar) |

| 20. forduló 2005. április 9. 19:00 |

| Zalaegerszegi TE                                | 3 – 2   | Diósgyőr                                        |
| ----------------------------------------------- | ------- | ----------------------------------------------- |
| Kocsárdi 10' Józsi 45' Andorka 51' Sebők J. 88' | (2 – 0) | Tisza 70' 86′ Egressy 74' Katona 20' Halgas 90' |

| ZTE Aréna, Zalaegerszeg Nézőszám: 2 000 Játékvezető: Sóthy András (magyar) |

| 21. forduló 2005. április 13. 18:00 |

| FC Fehérvár     | 1 – 1   | Zalaegerszegi TE                    |
| --------------- | ------- | ----------------------------------- |
| Lattenstein 53' | (0 – 0) | Ljubojević 57' Kocsárdi 16' Kaj 67' |

| Sóstói Stadion, Székesfehérvár Nézőszám: 1 500 Játékvezető: Hanacsek Attila (magyar) |

| 22. forduló 2005. április 16. 19:00 |

| Zalaegerszegi TE | 0 – 1   | MTK Budapest                           |
| ---------------- | ------- | -------------------------------------- |
| Józsi 34'        | (0 – 0) | Hrepka 90' Welton 23' Jezdimirović 35' |

| Perutz Stadion, Pápa Nézőszám: 5 000 Játékvezető: Ábrahám Attila (magyar) |

| 23. forduló 2005. április 23. 19:00 |

| Kaposvári Rákóczi        | 0 – 2   | Zalaegerszegi TE                                         |
| ------------------------ | ------- | -------------------------------------------------------- |
| Maróti 50' Jovánczai 74' | (0 – 2) | Sebők J. 27' 36' 8' Kozmer 24' Józsi 42' Koplárovics 50' |

| Rákóczi Stadion, Kaposvár Nézőszám: 2 200 Játékvezető: Megyebíró János (magyar) |

| 24. forduló 2005. április 27. 18:00 |

| Zalaegerszegi TE                              | 2 – 0   | Nyíregyháza Spartacus |
| --------------------------------------------- | ------- | --------------------- |
| Balog 41' Andorka 71' Kaj 68' Koplárovics 79' | (1 – 0) | Szatke 27' Márton 90' |

| ZTE Aréna, Zalaegerszeg Nézőszám: 3 500 Játékvezető: Vad II. István (magyar) |

| 25. forduló 2005. április 30. 19:00 |

| Vasas                           | 1 – 0   | Zalaegerszegi TE       |
| ------------------------------- | ------- | ---------------------- |
| Gyánó 46' Molnár 51' Kovrig 70' | (0 – 0) | Sebők V. 24' Józsi 32' |

| Illovszky Rudolf Stadion, Budapest Nézőszám: 2 000 Játékvezető: Saskőy Szabolcs (magyar) |

| 26. forduló 2005. május 4. 18:00 |

| Zalaegerszegi TE | 0 – 1   | FC Sopron              |
| ---------------- | ------- | ---------------------- |
|                  | (0 – 0) | Horváth 63' Bagoly 35' |

| ZTE Aréna, Zalaegerszeg Nézőszám: 3 000 Játékvezető: Erdős József (magyar) |

| 27. forduló 2005. május 7. 18:00 |

| Újpest                               | 3 – 2   | Zalaegerszegi TE                            |
| ------------------------------------ | ------- | ------------------------------------------- |
| Polonkai 24' Bükszegi 48' Kovács 81' | (1 – 1) | Juhár 40' (öngól) Koplárovics 69' Selei 67' |

| Szusza Ferenc Stadion, Budapest Nézőszám: 2 764 Játékvezető: Szarka Zoltán (magyar) |

| 28. forduló 2005. május 14. 19:00 |

| Zalaegerszegi TE                                                            | 5 – 2   | Lombard Pápa                            |
| --------------------------------------------------------------------------- | ------- | --------------------------------------- |
| Sabo 14' Kincses 60' (öngól) Sebők V. 62' (11-esből) Sebők J. 73' Józsi 75' | (1 – 1) | Medveď 36' (11-esből) 86' Farkas A. 71' |

| ZTE Aréna, Zalaegerszeg Nézőszám: 2 000 Játékvezető: Világi Balázs (magyar) |

| 29. forduló 2005. május 21. 18:00 |

| Ferencváros                                            | 4 – 2   | Zalaegerszegi TE |
| ------------------------------------------------------ | ------- | ---------------- |
| Bajevszki 4' Rósa 15' Gyepes 31' (11-esből) Bartha 42' | (4 – 2) | Sabo 9' 39'      |

| Üllői út, Budapest Nézőszám: 4 877 Játékvezető: Solymosi Péter (magyar) |

| 30. forduló 2005. május 26. 18:00 |

| Zalaegerszegi TE                           | 2 – 1   | Debreceni VSC                       |
| ------------------------------------------ | ------- | ----------------------------------- |
| Józsi 75' Sabo 77' Sebők J. 16' Babati 47' | (0 – 0) | Bogdanović 55' Nikolov 25' Éger 27' |

| ZTE Aréna, Zalaegerszeg Nézőszám: 3 000 Játékvezető: Ábrahám Attila (magyar) |

#### A végeredmény
|    | Csapat                      | Játszott | Gy | D  | V  | L  | K  | GK  | Pont |
| -- | --------------------------- | -------- | -- | -- | -- | -- | -- | --- | ---- |
| 1  | Debreceni VSC-AVE Ásványvíz | 30       | 19 | 5  | 6  | 57 | 25 | +32 | 62   |
| 2  | Ferencvárosi TC             | 30       | 17 | 5  | 8  | 56 | 31 | +25 | 56   |
| 3  | MTK Budapest1               | 30       | 16 | 9  | 5  | 47 | 26 | +21 | 56   |
| 4  | Újpest FC                   | 30       | 15 | 10 | 5  | 60 | 34 | +26 | 55   |
| 5  | Győri ETO FC                | 30       | 16 | 6  | 8  | 44 | 32 | +12 | 54   |
| 6  | Zalaegerszegi TE FC         | 30       | 13 | 5  | 12 | 48 | 45 | +3  | 44   |
| 7  | Matáv FC Sopron             | 30       | 11 | 9  | 10 | 44 | 44 | 0   | 42   |
| 8  | FC Fehérvár²                | 30       | 11 | 10 | 9  | 44 | 36 | +8  | 40   |
| 9  | Diósgyőri VTK               | 30       | 11 | 4  | 15 | 39 | 45 | -6  | 37   |
| 10 | Pécsi Mecsek FC             | 30       | 9  | 9  | 12 | 33 | 35 | -2  | 36   |
| 11 | Budapest Honvéd FC          | 30       | 10 | 5  | 15 | 37 | 58 | -21 | 35   |
| 12 | NABI-Kaposvári Rákóczi FC   | 30       | 8  | 10 | 12 | 34 | 47 | -13 | 34   |
| 13 | Vasas SC                    | 30       | 10 | 3  | 17 | 34 | 48 | -14 | 33   |
| 14 | Lombard Pápa Termál FC      | 30       | 8  | 6  | 16 | 40 | 47 | -7  | 30   |
| 15 | Nyíregyháza Spartacus FC    | 30       | 5  | 11 | 14 | 38 | 63 | -25 | 26   |
| 16 | Előre FC Békéscsaba³        | 30       | 4  | 7  | 19 | 26 | 65 | -39 | 4    |

- 1: 1 pont levonva
- 2: 3 pont levonva
- 3: 15 pont levonva

|  | A Bajnokok Ligája selejtezőjének második körébe jut |
|  | Az UEFA-kupa selejtezőjébe jut                      |
|  | UEFA Intertotó Kupa első fordulójába jut            |
|  | Kiesők                                              |

#### Helyezések fordulónként
| Forduló  | 1  | 2  | 3 | 4  | 5 | 6 | 7 | 8  | 9 | 10 | 11 | 12 | 13 | 14 | 15 | 16 | 17 | 18 | 19 | 20 | 21 | 22 | 23 | 24 | 25 | 26 | 27 | 28 | 29 | 30 |
| -------- | -- | -- | - | -- | - | - | - | -- | - | -- | -- | -- | -- | -- | -- | -- | -- | -- | -- | -- | -- | -- | -- | -- | -- | -- | -- | -- | -- | -- |
| Helyszín | O  | I  | I | O  | I | O | I | O  | I | O  | I  | O  | I  | O  | I  | I  | O  | O  | I  | O  | I  | O  | I  | O  | I  | O  | I  | O  | I  | O  |
| Eredmény | GY | GY | D | GY | V | D | V | GY | D | GY | GY | GY | GY | V  | V  | V  | D  | V  | V  | GY | D  | V  | GY | GY | V  | V  | V  | GY | V  | GY |
| Helyezés | 5  | 3  | 3 | 2  | 4 | 5 | 7 | 5  | 6 | 4  | 4  | 3  | 3  | 3  | 3  | 4  | 6  | 6  | 6  | 6  | 6  | 6  | 6  | 6  | 6  | 6  | 7  | 6  | 6  | 6  |

Helyszín: O = Otthon; I = Idegenben. Eredmény: GY = Győzelem; D = Döntetlen; V = Vereség.

#### Eredmények összesítése
Az alábbi táblázatban összesítve szerepelnek a Zalaegerszegi TE FC 2004/05-ös bajnokságban elért eredményei.
| Ősz/tavasz (forduló)    | Otthon | Otthon | Otthon | Otthon | Otthon | Otthon | Otthon | Idegenben | Idegenben | Idegenben | Idegenben | Idegenben | Idegenben | Idegenben |
| Ősz/tavasz (forduló)    | M      | GY     | D      | V      | LG–KG  | GK     | P      | M         | GY        | D         | V         | LG–KG     | GK        | P         |
| ----------------------- | ------ | ------ | ------ | ------ | ------ | ------ | ------ | --------- | --------- | --------- | --------- | --------- | --------- | --------- |
| Őszi szezon (1–15.)     | 7      | 5      | 1      | 1      | 12–5   | +7     | 16     | 8         | 3         | 2         | 3         | 14–15     | –1        | 11        |
| Tavaszi szezon (16–30.) | 8      | 4      | 1      | 3      | 14–11  | +3     | 13     | 7         | 1         | 1         | 5         | 8–14      | –6        | 4         |
| Összesen (1–30.)        | 15     | 9      | 2      | 4      | 26–16  | +10    | 29     | 15        | 4         | 3         | 8         | 22–29     | –7        | 15        |

## Külső hivatkozások
- A csapat hivatalos honlapja (magyarul)
- A csapat mérkőzései a transfermarkt.de-n (németül)